# Juan Antonio Llorente
Juan Antonio Llorente (Rincón de Soto, Logroño, 30 de marzo de 1756 - Madrid, 7 de febrero de 1823) fue un eclesiástico, erudito y político español. Formó parte del grupo afrancesado durante la Guerra de la Independencia Española. De su abundante producción erudita destaca una historia de la Inquisición, publicada durante su exilio en Francia. Ha sido caracterizado como un episcopalista y un regalista radical.

## Biografía
Fue ordenado sacerdote en 1779, doctorándose en Derecho canónico al año siguiente. En 1782 se desplaza a Calahorra y en 1785 se establece en Madrid como albacea testamentario de la Duquesa de Sotomayor, dama primera y vicecamarera de la Reina. Gracias a ella será nombrado Comisario del Santo Oficio y Secretario supernumerario de la Inquisición de Corte. En 1790 será nombrado canónigo de Calahorra, si bien sigue en la Corte trabajando como censor literario para el Consejo de Castilla. En 1791 muda su residencia a Calahorra.
En 1793 el Inquisidor General Manuel Abad y Lasierra le encargó un informe sobre el modo de actuar en los procesamientos del Santo Oficio. En este informe criticó la forma de actuar de la Inquisición, sugiriendo una reforma de la misma. Pero como su destinatario dimitió, Llorente hubo de abandonar su proyecto, si bien envió su manuscrito a Melchor Gaspar de Jovellanos en 1797, el cual lo utilizó como fuente para su Representación al Rey sobre el tribunal de la Inquisición, que le costó sufrir prisión en el castillo de Bellver, Mallorca. Partidario de Urquijo y por tanto de los jansenistas, a la caída de este en 1801 hubo una gran represión contra los jansenistas que le alcanzó también a él. El Inquisidor General Ramón de Arce le acusó de traicionar al Santo Oficio y fue condenado a un mes de retiro forzoso y a la pérdida de sus títulos de Comisario y Secretario de la Inquisición de Corte.
En 1805 entra como miembro en la Real Sociedad Económica de La Rioja.
En 1808, durante las abdicaciones de Bayona, mandará a Napoleón un Reglamento para la Iglesia Española donde proponía una organización del clero secular de acuerdo a la división administrativa, así como la supresión de las órdenes monacales. Esto impulsó su carrera política, ya que por ese motivo será nombrado miembro de la Junta Nacional que reconoció a José I y acató la Constitución de Bayona. Destacó entre los afrancesados y defensores de la dinastía bonapartista, siendo nombrado Consejero de Estado para Asuntos Eclesiásticos, y caballero comendador de la Orden Real de España en 1809, la que le aportaba una pensión de 30 000 reales al año.
Defendió el Regalismo del nuevo régimen en su Colección diplomática sobre las dispensas matrimoniales y otros puntos de disciplina eclesiástica (1809) y en Disertación sobre el poder que los reyes españoles ejercieron hasta el siglo duodécimo en la división de obispados y otros puntos conexos de disciplina eclesiástica (1810). En julio de 1813 tuvo que huir a Francia; residiendo primero en Lectoure y después en Burdeos, para establecerse al fin en París en 1814, ya en el ocaso del Imperio. Intentó entonces conseguir el indulto de Fernando VII, pero no lo logró. Entre 1817 y 1818 publicó la obra por la que es fundamentalmente conocido, su Histoire critique de l'Inquisition espagnole en cuatro volúmenes, para la cual se había documentado rigurosamente durante su época en el tribunal. La obra dio lugar tanto a grandes críticas por parte de los ultrarrealistas como a elogiosas reseñas por parte de los liberales y los principales historiadores de Europa. Con el restablecimiento de la Constitución de 1812 gracias al pronunciamiento de Rafael del Riego en 1820, Llorente se puso de parte del nuevo estado liberal español; esto, junto a sus actividades como carbonario, descubiertas por el estado francés, motivaron su expulsión de Francia por los Borbones. Por eso se trasladó a Madrid. Su actividad regalista redundó en la expulsión de España del nuncio apostólico del Papa el 22 de febrero de 1822 y la aprobación por las cortes el 3 de febrero de 1823 de un texto que intentaba arreglar definitivamente la situación del clero.

## Obra

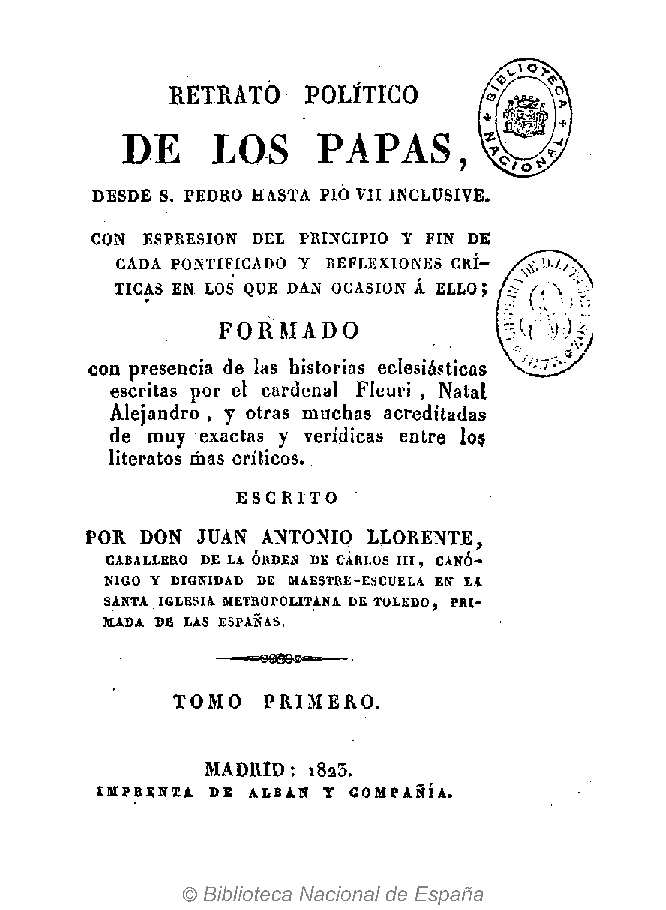
Retrato político de los Papas, 1823.

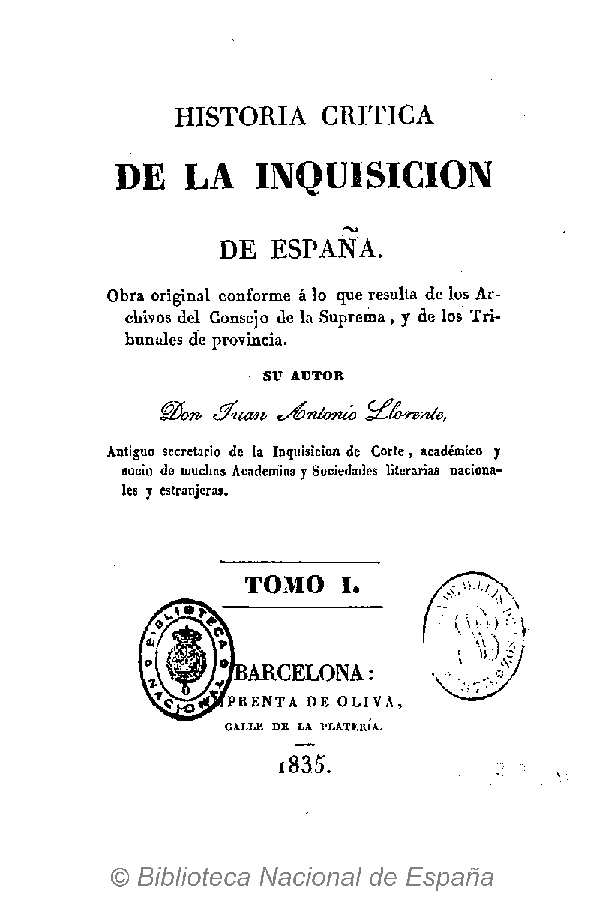
Historia crítica de la inquisición de España, 1835.

- El recluta gallego, 1782, zarzuela.
- Preferencia de los embajadores de España a los de Francia en los Concilios generales en la corte de Roma y en otras asambleas diplomáticas, 1786.
- Monumento romano, descubierto en Calahorra 4 de marzo de 1788, Madrid, 1789.
- Discursos histórico-canónicos sobre el origen y naturaleza de los beneficios patrimoniales del obispado de Calahorra, 1790.
- Disertación sobre el sitio en que estuvo la antigua Segóbriga, 1790.
- "Declaración de palabras del siglo XIII" y "Discurso preliminar" a su edición del Fuero juzgo, 1790-1791.
- Historia de la emigración de los clérigos franceses a España, 1793, perdida.
- Discurso sobre la navegación del Ebro, 1797.
- Discurso sobre calificadores del Santo Oficio, 1797.
- Discursos sobre el orden de procesar en los tribunales de Inquisición, 1797.
- Plan económico para extinguir anualmente vales reales y acreditar los existentes, 1799.
- Noticias históricas de las tres provincias vascongadas, 1805.
- Disertación geográfica sobre La Rioja, 1805. [3][2]
- Reglamento para la Iglesia Española 1808.
- Colección diplomática sobre las dispensas matrimoniales y otros puntos de disciplina eclesiástica, 1809.
- Disertación sobre el poder que los reyes españoles ejercieron hasta el siglo duodécimo en la división de obispados y otros puntos conexos de disciplina eclesiástica, 1810.
- Memoria histórica sobre cuál ha sido la opinión nacional de España acerca del tribunal de la Inquisición, 1812.
- Eurico, tragedia.
- Discurso sobre la opinión nacional de España acerca de la guerra con Francia, Valencia, 1812.
- Observaciones sobre las dinastías de España, Valencia, 1812.
- Carta crítica sobre si el templo del Pilar de Zaragoza fue construido fuera o dentro de las murallas romanas de la ciudad, 1812.
- Memorias para la historia de la revolución de España, París, 1814 y ss., los dos primeros tomos también en francés, publicados con el anagrama de Juan Nellerto.
- Defensa canónica y política de don Juan Antonio Llorente contra injustas acusaciones de fingidos crímenes; trascendental en varios puntos al mayor número de españoles refugiados en Francia, 1816.
- Lettre à M. Clausel de Coussergues sur l'Inquisition espagnole, 1817, traducido y editado en Juan A. Llorente, España y la Inquisición (Selección de textos), trad. por C. Linares del Castillo), prólogo y notas de M. Boeglin, Sevilla, Renacimiento, 2007.
- Histoire critique de l'Inquisition espagnole (1817 y 1818), 4 vols. Publicada en español por la Imprenta del Censor (Madrid) en 1822.
- Vida de don Fray Bartolomé de las Casas, Obispo de Chiapa, en América, en: Colección de las obras del venerable Obispo de Chiapa Don Bartolomé de las Casas, Defensor de los Americanos. Tomo Primero. París, en Casa de Rosa, librero. 1822. Libro en línea
- Noticia biográfica (Autobiografía). Edición de Antonio Márquez y Emil van der Vekene. Madrid: Taurus, 1982.
- Retrato político de los Papas desde S. Pedro hasta Pío VII, 1823.

## Distinciones honoríficas
- Caballero de la Real Orden de España.